# 메가엑스 법률사무소
메가엑스 법률사무소는 전형환 변호사에 의해 설립된 형사사건 중심의 법률사무소이다. 2025년 1월 태국 방콕에 해외사무소를 개소하고, 같은 해 4월 대한민국에 국내 사무소를 설립하였다.
한국사무소는 형사사건을 주된 업무 분야로 하며, 경찰 경력을 보유한 법조인 중심의 실무 기반 대응 체계를 갖추고 있다. 형사 사건의 수사 초기 단계부터 공판에 이르기까지 전 과정에 걸쳐 대응이 가능하며, 마약류, 성범죄, 경제범죄 등 다양한 형사사건을 다룬다.
태국 방콕에 위치한 해외사무소는 태국 내 형사사건에 연루된 한국인 및 외국인을 지원하며, 현지 태국 변호사와 한국 변호사가 공동으로 사건을 분석하고 대응하는 구조를 갖추고 있다. 또한, 기업 내 형사리스크 대응 및 법적 자문을 포함한 기업 법무 분야도 함께 수행한다.
양 사무소 간의 협업을 통해 국제적인 요소가 결합된 형사사건에 대한 통합적 대응이 가능하도록 운영되고 있다.

## 사무소 현황

### 대한민국
- 주소: 서울특별시 서초구 반포대로 58, B1층 108호

### 태국
- 주소: 3462, Rama9, Suan Luang, Bangkok, Thailand

## 업무 분야

### 서울사무소
- 마약류 관련 형사사건
- 성범죄
- 경제범죄 및 일반 형사
- 형사·민사 통합 대응 가능

### 태국사무소
- 태국 내 한국인 및 외국인 대상 형사사건 대응
- 한국변호사-태국변호사 공동 대응 체계
- 기업 법무(형사리스크, 내부조사 등 포함)